# Les Cavaliers (film, 1971)
Pour les articles homonymes, voir Les Cavaliers.
Pour plus de détails, voir Fiche technique et Distribution.
Les Cavaliers (The Horsemen) est un film américain réalisé par John Frankenheimer et sorti en 1971. Il s'agit d'une adaptation du roman du même nom de Joseph Kessel.
Le film raconte l'épopée d'un cavalier dans les paysages afghans, cherchant à oublier le souvenir de sa défaite dans un tournoi équestre à Kaboul.

## Synopsis
Les meilleurs cavaliers afghans s'affrontent à Kaboul dans le cadre du bouzkachi. Uraz, fils de Tursen, s'est cassé la jambe après un accident. Alors qu'il doit se faire amputer, sa fierté le pousse à continuer.

## Fiche technique
Sauf indication contraire, les informations mentionnées dans cette section peuvent être confirmées par la base de données cinématographiques IMDb,  présente dans la section « Liens externes ».
- Titre français : Les Cavaliers
- Titre original : The Horsemen
- Réalisation : John Frankenheimer
- Scénario : Dalton Trumbo, d'après le roman Les Cavaliers de Joseph Kessel
- Musique : Georges Delerue
- Décors : Pierre-Louis Thévenet
- Costumes : Jacqueline Moreau
- Photographie : André Domage, James Wong Howe et Claude Renoir
- Montage : Harold F. Kress
- Production : John Frankenheimer, Edward Lewis
- Sociétés de production : Columbia Pictures, Frankenheimer-Lewis Productions et Afghan Films
- Sociétés de distribution : Columbia Pictures (États-Unis, France)
- Budget : 4,7 millions de dollars[2]
- Pays d'origine :  États-Unis
- Langue originale : anglais
- Format : couleur -
- Genre : aventures, drame
- Durée : 109 minutes
- Dates de sortie[3] :
  - États-Unis : 24 juillet 1971
  - France : 11 août 1971

## Distribution
- Omar Sharif (VF : lui-même) : Uraz
- Leigh Taylor-Young (VF : Évelyne Séléna) : Zareh
- Jack Palance (VF : Michel Gatineau) : Tursen
- David de Keyser (VF : Bernard Tiphaine) : Mukhi
- Peter Jeffrey : Hayatal
- Mohammad Shamsi (VF : Serge Lhorca) : Osman Bey
- George Murcell (VF : Jacques Deschamps) : Mizrar
- Despo Diamantidou : Uljan
- Eric Pohlmann : un marchand à Kandahar
- Tom Tryon (non crédité)

## Production
Le tournage a lieu en Afghanistan et en Espagne.
Yul Brynner refusa le rôle de Tursen parce qu'il ne voulait pas être le père d'Omar Sharif.